# Scopula mesophaena
Scopula mesophaena är en fjärilsart som beskrevs av Louis Beethoven Prout 1923. Scopula mesophaena ingår i släktet Scopula och familjen mätare. Inga underarter finns listade.